# Toshiki Kaifu
Toshiki Kaifu (海部 俊樹?, Kaifu Toshiki; Nagoya, 2 gennaio 1931 – Tokyo, 9 gennaio 2022) è stato un politico giapponese.
Fu primo ministro del Giappone dall'agosto 1989 al febbraio 1991.

## Biografia
Kaifu è nato il 2 gennaio 1931 a Nagoya City, il maggiore di sei fratelli. L'azienda di famiglia, Nakamura Photo Studio, è stata fondata da suo nonno nell'era Meiji e si trovava accanto al grande magazzino Matsuzakaya.
Kaifu sostenne l'esame alla scuola superiore Asahigaoka della prefettura di Aichi; degli undici studenti che parteciparono al test dalla scuola, nove furono accettati e due, tra cui Kaifu, no. In seguito alla mobilitazione del lavoro studentesco durante la guerra, fu collocato in una fabbrica della Mitsui Heavy Industry dove assemblava giorno e notte parti di motori di aeroplani. Nel 1945 fu accettato nella Youth Airman Academy dell'esercito imperiale giapponese, ma la guerra finì prima della sua prevista iscrizione in ottobre. Ha poi studiato alla Chuo University e alla Waseda University.
Il 17 novembre 1957 Kaifu sposò Sachiyo Yanagihara, un'assistente donna del membro della Camera dei rappresentanti.

## Carriera
Membro del Partito Liberal Democratico (LDP), Kaifu si candidò con successo alle elezioni generali giapponesi del 1960 e si insediò come membro più giovane della Dieta Nazionale.  Ha prestato servizio per sedici mandati, per un totale di 48 anni.
Kaifu era ministro dell'Istruzione prima di arrivare alla guida del partito dopo le dimissioni di Takeshita Noboru e Sōsuke Uno. Di fronte a Yoshiro Hayashi e Shintaro Ishihara,  Kaifu fu eletto alla leadership e diventò il 76º Primo Ministro del Giappone nell'agosto 1989.

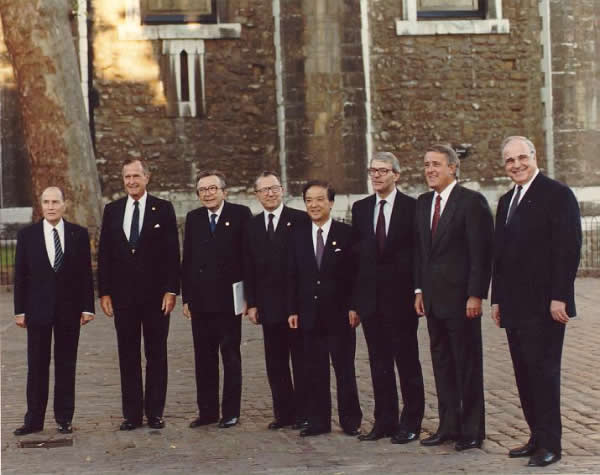
Kaifu (5° da sinistra) con i leader del G7 al 17° vertice del G7 a Londra, 15 luglio 1991

Il 10 agosto 1991, Kaifu è stato il primo leader di un grande paese a fare una visita ufficiale in Cina e rompere l'isolamento diplomatico della Cina dopo le proteste e il massacro di piazza Tiananmen del 1989. Kaifu pose fine alla partecipazione del Giappone alle sanzioni economiche contro la Cina e offrì 949,9 milioni di dollari in prestiti e altri 1,5 milioni di dollari in aiuti di emergenza a seguito dei danni provocati dalle inondazioni nella Cina meridionale a giugno e luglio. Nel 1991 inviò la Forza di autodifesa marittima nel Golfo Persico sulla scia della Guerra del Golfo.
Durante i suoi due governi, la fazione di Kaifu era troppo piccola per portare avanti le riforme che cercava di realizzare e le continue ripercussioni dello scandalo Sagawa Express causarono problemi. Si dimise nel novembre 1991 e fu sostituito da Kiichi Miyazawa.
Nel 1994 lasciò l'LDP per diventare capo del neonato New Frontier Party. Ha sostenuto il partito di Ichiro Ozawa fino al suo ritorno all'LDP nel 2003.  Venne sconfitto nelle elezioni del 2009 dal candidato del DPJ Mitsunori Okamoto, che ha causato la fine del dominio quasi ininterrotto dell'LDP dal 1955. Al momento della sua sconfitta, era il componente più longevo della Camera bassa della Dieta, ed è stato anche il primo ex primo ministro ad essere sconfitto a una rielezione dal 1963.
Kaifu è morto di polmonite il 9 gennaio 2022 in un ospedale di Tokyo, all'età di 91 anni. L'annuncio della sua morte ai media è stato ritardato fino al 14 gennaio.